# Мультфильм
Мультфи́льм, мультипликацио́нный фильм (разг. му́льтик) (от multiplicatio с лат. — «умножение») или анимационный фильм (от animātiō с лат. — «одушевление») — фильм, созданный при помощи средств мультипликации, то есть покадрового запечатления произведённых художником-мультипликатором объёмных и плоских изображений или объектов предметно-реального мира на кино- и видеоплёнке или на цифровых носителях.
Мультфильмы обычно создаются для демонстрации зрителям в кинотеатрах, трансляции по телевидению или в интернете, для просмотра на экранах персональных компьютеров и других электронных устройств.

## Виды мультфильмов
По способу создания мультфильмы делятся на:
- Рисованные
- Компьютерные
- Пластилиновые
- Перекладные
- Кукольные и т. д.

По продолжительности делятся на:
- Полнометражные мультфильмы, длительностью обычно более 70 минут[источник не указан 2757 дней]
- Короткометражные мультфильмы, длительностью обычно около 10—30 минут[источник не указан 2757 дней]

По способу показа делятся на:
- Мультипликационные фильмы (англ. animated film)[1] — мультфильмы, которые сперва показывают в кинотеатрах, а позже демонстрируют по телевидению и выпускают на видеоносителях. Представлены преимущественно полнометражными мультфильмами, хотя ранее производилось также много короткометражных мультипликационных кинофильмов. Отдельные мультфильмы (как полнометражные, так и короткометражные) с общими персонажами, названием, тематикой и автором могут образовывать целые циклы мультипликационных фильмов[2] (или мультипликационные серии (англ. animated series)).
- Мультипликационные телефильмы[3][4][5][6][7][8][9] (англ. animated television film) — мультипликационные фильмы, предназначенные для трансляции по сети телевизионного вещания в силу обладания определёнными художественными характеристиками, исходя из параметров трансляции[10][11]. Могут быть короткометражными (преобладали в России в советский период и ранний постсоветский период), полнометражными и многосерийными, могут образовывать между собой циклы мультипликационных телефильмов или мультипликационные телевизионные серии.
  - Мультсериалы (англ. animated series) — мультипликационные фильмы, состоящие из отдельных эпизодов, объединённых общими персонажами, сценарной и изобразительной концепцией, названием и сюжетом, и предназначенные для регулярной трансляции отдельных серий по телевидению или в кино[2].
- Direct-to-video мультфильмы — мультипликационные фильмы, предназначенные для распространения среди населения на видеоносителях. Представлены преимущественно полнометражными мультфильмами, которые по каким-либо причинам не были показаны в кинотеатрах, хотя ранее в непродолжительный период в некоторых странах были представлены также и короткометражными мультфильмами.